# Boxeuropameisterschaften 2024
Die 45. EUBC-Boxeuropameisterschaften 2024 wurden vom 18. bis 28. April in der Aleksandar-Nikolić-Halle der serbischen Hauptstadt Belgrad ausgetragen, womit das Land erstmals seit 1973 wieder Boxeuropameisterschaften veranstaltete. Es nahmen bei den Frauen 121 Boxerinnen in 12 Gewichtsklassen und bei den Männern 216 Boxer in 13 Gewichtsklassen teil.

## Teilnehmende Nationen
- Albanien
- Armenien
- Aserbaidschan
- Belgien
- Bosnien und Herzegowina
- Belarus
- Bulgarien
- Estland
- Frankreich
- Georgien
- Griechenland
- Irland
- Israel
- Italien
- Kroatien
- Litauen
- Malta
- Moldau
- Montenegro
- Nordmazedonien
- Österreich
- Polen
- Rumänien
- Russland
- Schottland
- Schweiz
- Serbien
- Slowakei
- Slowenien
- Spanien
- Türkei
- Tschechien
- Ungarn
- Neutrales Team

## Medaillengewinner der Männer
| Klasse                         | Gold                             | Silber                         | Bronze                                               |
| Minimumgewicht (bis 48 kg)     | Edmond Chudojan Russland         | Baregham Harutjunjan Armenien  | Ergjunal Sebachtin Bulgarien Rade Joksimović Serbien |
| Fliegengewicht (48–51 kg)      | Samet Gümüş Türkei               | Attila Bernáth Ungarn          | Omer Ametović Serbien Rafael Lozano Spanien          |
| Bantamgewicht (51–54 kg)       | Dmitri Dwali Russland            | Billal Bennama Frankreich      | Jassen Radew Bulgarien Gábor Virbán Ungarn           |
| Federgewicht (54–57 kg)        | Eduard Sawwin Russland           | Javier Ibáñez Bulgarien        | Artur Basejan Armenien Samuel Kistohurry Frankreich  |
| Leichtgewicht (57–60 kg)       | Wsewolod Schumkow Russland       | Radoslaw Rosenow Bulgarien     | Tomislav Đinović Montenegro Artur Sahakjan Armenien  |
| Halbweltergewicht (60–63,5 kg) | Gabil Mamedow Russland           | Alexandru Paraschiw Moldau     | Richárd Kovács Ungarn Malik Hassanow Aserbaidschan   |
| Weltergewicht (63,5–67 kg)     | Tarchan Idigow Russland          | Lascha Guruli Georgien         | Ararat Harutjunjan Armenien Wahid Abbasow Serbien    |
| Halbmittelgewicht (67–71 kg)   | Jovan Nikolić Serbien            | Eskerchan Madijew Georgien     | Vasile Cebotari Moldau Tuğrulhan Erdemir Türkei      |
| Mittelgewicht (71–75 kg)       | Rami Kiwan Bulgarien             | Dschambulat Bischamow Russland | Remo Salvati Italien Almir Memić Serbien             |
| Halbschwergewicht (71–75 kg)   | Gabrijel Veočić Kroatien         | Rastko Simić Serbien           | Yojerlin César Frankreich Saweli Sadoma Russland     |
| Cruisergewicht (80–86 kg)      | Scharabutdin Atajew Russland     | Aljaksej Alfjorau Belarus      | Veljko Ražnatović Serbien Vincenzo Lizzi Italien     |
| Schwergewicht (86–92 kg)       | Muslim Gadschimagomedow Russland | Narek Manasjan Armenien        | Sadam Magomedow Serbien Loren Alfonso Aserbaidschan  |
| Superschwergewicht (+92 kg)    | Ayoub Ghadfa Spanien             | Dusan Veletić Serbien          | Yordan Hernández Bulgarien Luka Pratljačić Kroatien  |

## Medaillengewinner der Frauen
| Klasse                        | Gold                           | Silber                           | Bronze                                                 |
| Minimumgewicht (bis 48 kg)    | Julija Tschumgalakowa Russland | Kristina Nad Varga Serbien       | Giovanna Marchese Italien Sewda Assenowa Bulgarien     |
| Halbfliegengewicht (48–50 kg) | Shannon Sweeney Irland         | Slatislawa Tschukanowa Bulgarien | Anusch Grigorjan Armenien Nina Radovanović Serbien     |
| Fliegengewicht (50–52 kg)     | Buse Naz Çakıroğlu Türkei      | Anastassija Kool Russland        | Wenelina Poptolewa Bulgarien Dragana Jovanović Serbien |
| Bantamgewicht (52–54 kg)      | Sara Ćirković Serbien          | Lăcrămioara Perijoc Rumänien     | Hanna Lakotár Ungarn Niamh Fay Irland                  |
| Federgewicht (54–57 kg)       | Swetlana Stanewa Bulgarien     | Darja Abramowa Russland          | Claudia Nechita Rumänien Anđela Branković Serbien      |
| Leichtgewicht (57–60 kg)      | Natalia Schadrina Serbien      | Nune Assatrjan Russland          | Kellie Harrington Irland Ana Starovoitova Litauen      |
| Halbweltergewicht (60–63 kg)  | Kristina Kaluhowa Serbien      | Jelena Babitschewa Russland      | Tamara Kubalová Slowakei Aslachan Mechmedowa Bulgarien |
| Weltergewicht (63–66 kg)      | Busenaz Sürmeneli Türkei       | Albina Moldaschanowa Russland    | Jessica Triebeľová Slowakei Milena Matović Serbien     |
| Halbmittelgewicht (66–70 kg)  | Darima Sandakowa Russland      | Regina Lakos Ungarn              | Ani Howsepjan Armenien Aryna Daniltschyk Belarus       |
| Mittelgewicht (70–75 kg)      | Aoife O’Rourke Irland          | Anastassija Schamonowa Russland  | Büşra Işıldar Türkei Nikolina Gajić Serbien            |
| Halbschwergewicht (75–81 kg)  | Jelena Gapeschina Russland     | Lucija Bilobrk Kroatien          | Wiktoryja Kebikawa Belarus Elma Hajrović Serbien       |
| Schwergewicht (+81 kg)        | Daria Kozorez Moldau           | Kristina Tkatschowa Russland     | Réka Hoffmann Ungarn Sara Miljković Serbien            |